# José Pablo Rovalo Azcué
José Pablo Rovalo Azcué SM (* 28. März 1925 in Mexiko-Stadt; † 30. September 1999) war ein mexikanischer Ordensgeistlicher und römisch-katholischer Bischof von Zacatecas.

## Leben
José Pablo Rovalo Azcué trat der Ordensgemeinschaft der Maristenpatres bei und empfing am 22. Dezember 1951 das Sakrament der Priesterweihe.
Am 18. Mai 1970 ernannte ihn Papst Paul VI. zum Bischof von Zacatecas. Der Erzbischof von Mexiko-Stadt, Miguel Darío Kardinal Miranda y Gómez, spendete ihm am 12. August desselben Jahres die Bischofsweihe; Mitkonsekratoren waren der Bischof von Cuernavaca, Sergio Méndez Arceo, und der Bischof von Tula, José de Jesús Sahagún de la Parra.
José Pablo Rovalo Azcué trat am 15. Juli 1972 als Bischof von Zacatecas zurück.